# Остроэ
Остроэ (нем. Ostrohe) — община в Германии, в земле Шлезвиг-Гольштейн. 
Входит в состав района Дитмаршен. Подчиняется управлению КЛьГ Веддингштедт.  Население составляет 943 человека (на 31 декабря 2010 года). Занимает площадь 6,70 км².
Коммуна подразделяется на 3 сельских округа.